# Florentinska musikreformen
Florentinska musikreformen kallas den omkring 1600 av Jacopo Peri, Giulio Caccini och Emilio de' Cavalieri med flera tonsättare (som tillhörde den estetiserande kretsen i adelsmännen Giovanni de' Bardis och Jacopo Corsis hem i Florens) införda nya musikstilen.
Denna utvecklade, i motsättning till Palestrinaskedets konstrikt instrumentala gestaltning av den flerstämmiga sången, den recitativiska solosången med natursann deklamation och instrumentalackompanjemang. Man var inspirerade av den tidens uppfattningar om antikens musik och musikdrama. Bland annat började man använda monodiska inslag och recitativ. Däri låg fröet till nyare tidens opera, oratorium, kantat och homofona instrumentalmusik.

## Florentincameratan
Florentincameratan (italienska: Camerata Fiorentina) kallas den grupp människor i Florens som under 1570-talet samlades för att återuppliva antikens musik och i synnerhet dess musikdramer.  Många av operorna kretsar kring personer ur antikens myter och hjältesagor. Under barocken blev den nya konstformen mycket populär. 
I Camerata Fiorentina ingick bland andra Ottavio Rinuccini som skrev många av librettona till de äldsta operor som finns bevarade idag, bland andra Eurydike som tonsattes av Jacopo Peri, och Vincenzo Galilei (far till Galileo Galilei), som var tongivande för att musiken skulle komponeras utifrån affektinnehållet i texten hellre än uträknade satsregler, tvärt emot den rådande uppfattningen bland musikteoretiker på 1500-talet.